# Storena tenera
Storena tenera är en spindelart som först beskrevs av Tamerlan Thorell 1895. Storena tenera ingår i släktet Storena och familjen Zodariidae.
Artens utbredningsområde är Myanmar. Inga underarter finns listade i Catalogue of Life.